# Cymbonotus
Cymbonotus es un género de plantas herbáceas perteneciente a la familia Asteraceae. Es originario del sur de Australia. Tiene dos especies reconocidas, siendo su especie tipo Cymbonotus lawsonianus. 

## Taxonomía
Estudios moleculares de los géneros africanos y C. lawsonianus mostraron que el género tiene una estrecha relación con los géneros Arctotis y Haplocarpha, lo que sugiere que deben haber sido dispersados, de algún modo, a través del Océano Índico hasta Australia.
El género fue descrito por Alexandre Henri Gabriel de Cassini y publicado en Dictionnaire des Sciences Naturelles [Second edition] 35: 397. 1825.

## Especies
- Cymbonotus lawsonianus Gaudich.
- Cymbonotus maidenii (Beauverd) A.E.Holland & V.A.Funk